# Flagge Oregons

Vorderseite der Flagge von Oregon

Rückseite der Flagge von Oregon

Die Flagge des US-Bundesstaates Oregon wurde im Jahr 1925 eingeführt.
Die Flagge Oregons ist die einzige Flagge eines US-Bundesstaates mit zwei unterschiedlichen Seiten. Auf der Vorderseite ist das Siegel Oregons, dazu der Schriftzug „State of Oregon“. Oregon wurde im Jahr 1859 als 33. Bundesstaat in die Vereinigten Staaten aufgenommen. Entsprechend wird die Vorderseite der Flagge ergänzt durch die Jahreszahl 1859 sowie 33 kleine Sterne.
Auf der Rückseite der Flagge ist – ebenfalls vollständig in Gold auf Blau – ein Biber dargestellt, ein Hinweis auf den Spitznamen Oregons als „The Beaver State“ („Der Biberstaat“). Damit wird auf die traditionell dominierende Forstwirtschaft im Bundesstaat hingewiesen.

Siegel Oregons

Das Siegel zeigt einen Weißkopfseeadler über einem Wappenschild, der voller Symbole ist, u. a. sind darauf die Sonne mit Strahlen, ein Schiff und ein Planwagen abgebildet.